# Esteban Justo García de Zúñiga
Esteban Justo García de Zúñiga (n. Buenos Aires, Gobernación del Río de la Plata 1743-Gualeguaychú 1805) fue un rico  estanciero, militar, y padre del gobernador de Entre Ríos, Mateo García de Zúñiga.

## Biografía
Era hijo del General realista y comerciante Alonso Mateo García de Zúñiga y de Juana Lízola Escobar, por tanto, hermano de Juan Francisco, principal hacendado de la Banda Oriental, y de Ana Jacoba García de Zúñiga -madre de los patriotas Ignacio y Martín Warnes, y Manuela Warnes, primera dama de Chile-
Heredero de una gran fortuna, de temprano atendió los negocios de su padre, propietario de estancias y saladeros en Buenos Aires y la Banda Oriental.
Conforme los registros de escribanía de la época a cargo del notario don Pedro de Velazco, en 1774 García de Zúñiga compró en Santa Fe todas las tierras fiscales ubicadas al norte del arroyo Gualeyán, entre los ríos Gualeguaychú y Gualeguay.
Formó cuatro estancias, siendo El Gato el asentamiento más importante, que ocupaba toda la franja sur, comprendida entre los arroyos Gualeyán y el Gato. En sociedad con su hermano Pedro, rico hacendado de Concepción del Uruguay, montaron una empresa ganadera de enormes proporciones.
Además, su estancia Campo Florido en Gualeguaychú (parte de la actual Reserva Natural Las Piedras), que según consta en la mensura efectuada en abril de 1809 ocupaba 65 leguas cuadradas y un cuarto, era de las más importantes sobre el río Paraná.
En 1782 se le asignó una de las tres comandancias del Partido General de Entre Ríos.
Se había casado en Santa Fe con María Agustina Moxlins el 19 de abril de 1783 y fueron padres entre otros de; Mateo García de Zúñiga,  María Ignacia -mujer del brigadier Tomás García de Zúñiga- y María del Carmen, casada con Victorio García de Zúñiga -estanciero cercano a Juan Manuel de Rosas-.